# Charaxes evoei
Charaxes evoei är en fjärilsart som beskrevs av Philippe Darge 1977. Charaxes evoei ingår i släktet Charaxes och familjen praktfjärilar. Inga underarter finns listade i Catalogue of Life.